# エアリス・ゲインズブール
エアリス・ゲインズブール（Aerith Gainsborough）は、スクウェア・エニックス（旧スクウェア）のコンピュータゲーム「ファイナルファンタジーシリーズ」などに登場する架空の人物で、『ファイナルファンタジーVII』のヒロインの一人。

## 担当声優
- 坂本真綾（『キングダム ハーツ』以降）
- 田中千空（7歳時・ファイナルファンタジーVII リメイク）
- マンディ・ムーア（海外版『キングダム ハーツ』）
- ミーナ・スヴァーリ（海外版『キングダム ハーツII』、『ファイナルファンタジーVII アドベントチルドレン』）
- アンドレア・ボーウェン（海外版『クライシス コア ファイナルファンタジーVII』以降）

## プロフィール
- 年齢：22歳
- 誕生日：2月7日
- 血液型：O型
- 身長：163cm
- 出身地：アイシクルロッジ

## 人物像
ミッドガルにて、この地では育たないとされる草花を廃墟となった教会と自宅の庭で育てており、その花を売っていた。膨大な知識が溢れているライフストリームが流れている星と語り、星の力を操ることができる「セトラ」の末裔で、唯一の生き残り。現代において「セトラ」の名称は一般的ではなく、神羅では「古代種」と呼ばれている。
母親イファルナはセトラの純血種であるが、元神羅カンパニーの科学者である父親ガスト・ファレミスと儲けた子であるエアリスは純血種ではない。しかし、北条の実験結果によると、純血種とほぼ変わりない数値が出ているとのこと。
星のエネルギーが豊富な土地「約束の地」を見つける能力を持つ。その不思議な能力のせいで巨大企業・神羅カンパニーに狙われていたところ、何でも屋のクラウドと出会う。彼女はデート1回の報酬でクラウドにボディーガードを依頼し、以後行動を共にすることになる。
母イファルナからは、「ホーリー」の白色のマテリアを受け継いでおり、長い茶髪（後ろ髪）をピンク色のリボンに隠している。ミッドガルで暮らしている時には全くこのマテリアを使用できず、「何の役にも立たなかった」と語っている。
ちなみにホーリーのマテリアの色はＰＳ1で発売されたオリジナル版ではバトル中の3Ｄモデルから緑色のマテリアが確認できる。ムービーにおいても淡い緑がかった色をしている。

### 性格
性格は一見すると大人しそうにも見えるが、天真爛漫で非常に明るく行動的。根っからのポジティブ思考で、思った事ははっきり口にする。ジュノン運搬船にてクラウドに飛空艇へ一緒に乗る約束をしたり、ゴールドソーサーで2人きりで行動しようとしたりと、恋愛にも非常に積極的。その反面、コスモキャニオンで古代種（セトラ）の話を聞き、自身について思い悩む姿を見せている。
また、ゴールドソーサーに向かった際コレルでの事件を引きずるバレットに対してあえてはしゃいで遊びに行こうとし、たしなめようとするティファに「こういう時は却って気を使わない方がいい」と助言したり、セフィロスに操られ不安にかられるクラウドに、セフィロスのことは自分に任せて今は自分が壊れてしまわないように自分のことだけを考えていればいいと語りかけたりと、快活な素振りを見せる一方で他者に対して思慮深い一面を見せることが多い。彼女の真っ直ぐな性格は過去のことがきっかけで心を閉ざしていたクラウドの心を開くきっかけとなった。
後述するように、『キングダム ハーツ』や『CC FFVII』など本編外では外見の印象から受けるような大人しめの性格で描かれることが多く、原作のような天真爛漫さや活発さは影を潜めている。一方、リメイクでは再び原作同様の天真爛漫な性格に戻っている。

### 口調
「ここ、スラムの教会。5番街よ」「いきなり、落ちてくるんだもん」「だいじょぶ」など単語の一部や助詞を省いたり、倒置を多用した区切る言い回しを用いる独特の喋り方をする。ほんわかした印象を与えるものの、話す内容自体は直情的でキツめ。声が付くようになった後年の作品では区切り方が強調され、「私　エアリス　君　降ってきたの　びっくり」（『CC FFVII』）と言ったように、より片言な喋り方になっている。

### 外見
付属の説明書に「神秘的で美しい女性」とあり、『FFVII』開発者の坂口博信によると「外国人の女の子」のようなビジュアルをイメージしていたとある。
緑色の瞳をしており、ゲーム中ではコルネオから「細っこいおなご」と形容されていることからスレンダーな体型である。リメイクではクラウドが「ティファはスタイルが良い」と褒めるのを聞いて嫉妬するシーンがある。
エアリスの衣装は、ピンクのロングワンピと赤のショート丈のジャケット。『FFVII』と『FFVIIAC』では微妙にジャケットのデザインが変更されている。また、リボンの色もシリーズによって赤色のデザインとピンク色のデザインが用意されている。

### 交友関係
エアリス自身は「自分のことを知っている人は少ししかいない」と言っていたが、彼女を慕うものは少なくない。幼少期から彼女を見守ってきたタークスのツォンは彼女に特別な感情を持っていたようで、その事実はゴンガガのレノとルードの会話で読み取ることができる。
バレットの娘マリンは七番街プレート落下前にエアリスに助けられた際、彼女と交流を持っており、『FFVIIAC』でエアリスの髪型を真似ている。モノローグで「大好きな人」とエアリスのことを表現している。原作ではエアリスとマリンの交流は台詞の上で語られるのみだが、リメイクでは直接描かれている。
レッド13は後に飛空艇でエアリスに鼻をなでて貰うのが好きだったとクラウドに打ち明けている。また、飛空艇内でシドに話しかけるとエアリスを乗せてやりたかったと話す。同性で歳も近いティファとは仲が良く、2人で過ごす姿をコスモキャニオン等で見ることができる。

### その他
攻略本『解体真書』にて「エアリス」という名は英語の"Earth"（地球）の読み方を変えてつけられ、前髪や瞳の色がセフィロスに似ている。これは初期設定で両者が腹違いの兄妹という関係だったためということが語られている。また、同じく『解体真書』にて野村哲也は「エアリス殺しましょう、ティファだしましょう」とコメントしたと紹介されているが、後日にそれは自分の意図しない意訳的な表現であり、正しい表現に差し替えを希望したが、手遅れだったと述べている。
坂口博信は後のインタビューで、「作ったときはあそこまで（反応があると）思っていなかった。『殺しちゃえ』という感じでした」と語っている。
名前について日本では発売日に予約特典でもらえたデジキューブ発行のガイドブックにも
Aerithと記載されている。
しかし英語版ではPSで発売されたバージョンではゲーム内の表記がAerisとなっている。以降のシリーズ派生作品では日本同様、全てAerithに統一されている。

## 来歴

### 幼少期
実父はガスト・ファレミス。元神羅カンパニーの科学者でジェノバと名付けた仮死状態の古代種を発見し、今や数える程度となった古代種の繁栄のため「ジェノバ・プロジェクト」を進めていたが、あることをきっかけに神羅から逃げるように脱退する。その後イファルナと結婚し、アイシクルロッジにてエアリスを授かることになる。しかしエアリスの生後わずか20日で、研究の後を継いだ宝条博士らに居場所を突き止められ殺害されてしまう。
実母のイファルナは最後の純血古代種である。そのため、ガストの殺害時にイファルナとエアリスは研究サンプルとして神羅カンパニーの研究所に強制連行されてしまう。その後およそ7年もの間、エアリスは母親と共にミッドガルの研究所で過ごすこととなる。
7歳の時イファルナと共に研究所を脱出し、ミッドガルのプレート下にあるスラム街へ逃亡する。しかしその道中の駅構内でイファルナは力尽きてしまう。イファルナは最後の力を振り絞り、泣き叫ぶエアリスをなだめ、その場に居合わせた女性・エルミナにエアリスを託すとそのまま息を引き取った。
その後、養母であるエルミナの家で一人娘として、エアリスは22歳まで過ごすことになる。出兵中だったエルミナの夫が戦死した際には「星に還り、魂だけになってエルミナに会いにきた」とエルミナに話すなど、幼少期からすでに古代種としての特殊能力の片鱗を見せていた。
また、その出来事の後に神羅カンパニーに居場所を突き止められ、以降、タークスに付け狙われる日々が始まる。しかし、エアリスの協力を必要と考えていた神羅は強引な行動は取らず、どちらかといえば貴重な古代種の最後の生き残りであるエアリスに危害がないよう、タークスが影で見守る役目を担っていた。タークスの現リーダーであるツォンは、幼少期からエアリスと付き合いがある数少ない人物の一人である。

### 5年前
『FFVII』の過去（5年前）のストーリーである『CC FFVII』に、彼女の5年前の姿が描かれている。その当時から彼女は教会で花を育てており、大切な人を連れていってしまうかのような空に恐怖心を抱いていた。この頃は明るく前向きな面は変わらないものの、5年後に比べるとどこか臆病で内向的な部分が見え、性格も活発とは言い難く大人しい印象を与える。
この頃出会った神羅のソルジャー・ザックスが彼女の初恋の相手となった。エアリスは「戦うことを好む」ソルジャーに対して恐怖心を抱いていたが、明朗で親しげに接するザックスに対しては恐怖心を覚えず、打ち解け合う。しかし、ザックスとはニブルヘイムでの任務の途中で音信不通となり、その後再会することはなかった。
当時はまだ花を育てるだけだったが、ザックスの助言と協力によって売るようになった。この際にザックスに花売りワゴンを作ってもらったが5年のうちに壊れてしまい、クラウドと出会う頃には手提げ籠で花を売っていた。また、後にクラウドに持ちかける「デート1回」の報酬は元々はザックスが彼女に持ち掛けたものである。

### FFVII本編
初登場時にはプレート上の八番街で花を売っており、壱番魔晄炉爆破直後のクラウドと遭遇する。その後はスラムの教会で花を育てていたところ、伍番魔晄炉から落下してきたクラウドと再会。タークスに追われるが彼に助けられ、デート1回を報酬にボディガードを依頼する。この際、クラウドがザックスと似ていることを話しているがクラウド自身は記憶を失っていたので気づかなかった。
その後、クラウドと別れた間隙を突かれ神羅ビルに拉致され、宝条の実験体にされるがクラウド一行に救出される。彼らと共にミッドガルを抜け出した後、セフィロスを追うクラウドの旅に同行することを決意する。
古代種の神殿では精神崩壊を起こしたクラウドに押し倒され、殴打される。しかしクラウドを怨んではおらず、「セフィロスのことは置いといて自分のことを考えて」と助言を残し、仲間達に告げることなく単身「忘らるる都」へと赴く。以降は完全にPTから外れ復帰しなくなる。イファルナより託されていた白マテリアを用いて、メテオの対抗手段ホーリーを発動させる。だが、それを察知したセフィロスの姿に模したジェノバに上空から刀で体を貫かれて、命を落とした。
ストーリー終盤でエアリスと会った教会に行くと花を育てている幻影として現れるが、近づくと消えてしまう。セフィロスが滅ぼされた後は、クラウドに向けて手を差し出しライフストリームの渦から助け出し、ティファの元へと導いた。なお、エアリスの生家にある映像記録を再生すると、母方の伯父（エアリス誕生前に他界）もいた事がうかがえる。

#### FFVIIリメイク三部作
『ファイナルファンタジーVII リメイク』では、運命の番人「フィーラー」やセフィロスの目的について精通しており、まるで未来の出来事すらも知っているかのような素振りを見せる。しかしミッドガル脱出直前に起きたフィーラーとセフィロスとの戦いを経て、その記憶を奪われた。それにより、『ファイナルファンタジーVII リバース』では未来についての知識は無くなっている。また、白マテリアも色を失ってガラス玉のようになっており、エアリス自身もその意味を知らぬまま持ち続けていた。
古代種の神殿では原作通り精神崩壊を起こしたクラウドに襲われるが、彼を信じて黒マテリアを差し出した事と、それによりクラウドが寸前で自我を取り戻した事で彼に殴打こそされずに済んだものの、セフィロスの攻撃を受けて二人とも神殿跡地の崖に落下する。その後は並行世界に迷い込んだクラウドにその世界のエアリスが色を失っていない白マテリアを託し、元の世界のエアリスは原作同様にクラウドに助言を残して忘らるる都に向かう。そして原作通りセフィロスに狙われるが、「運命の壁」を超えてきたクラウドに助けられる。…と思った矢先、刀で貫かれた。そのまま絶命したかに思われたが、何故か異世界におけるクラウドとセフィロスの対決の場に現れ、クラウドと共闘してセフィロスを撤退させる。戦いの後は元の世界にてクラウドの呼び掛けで目を覚ますが、その姿はクラウドにしか見えておらず、仲間達はエアリスの死を悲しんでいた。その後、「クラウドにしか見えていないエアリス」は北に旅立つ仲間達をひっそりと見送り、忘らるる都へと留まった。

## キングダム ハーツ シリーズでの活躍
ストーリーの鍵となる世界「レイディアントガーデン」の出身であり、クラウド、ユフィ、『FFVIII』の主人公スコール・レオンハート（『KH』ではレオンと呼ばれている）と幼馴染。本編の9年前にレイディアントガーデン（やがて「ホロウバスティオン」と呼ばれる）がハートレスに襲われたことにより崩壊し、その際にユフィ、レオンと共にシドによって連れ出され、トラヴァースタウンに流れ着くがクラウドとは騒ぎの中ではぐれてしまった。。その後は養父となったシドに育てられた。原作のような不思議な力を持ち、ハートレスを初めとした周囲の異変を見通す事が出来る。一方、性格は淑やかで落ち着いており、原作のような天真爛漫な面はほとんど見られない。漫画版ではより清楚に描かれているが、その一方で麦茶に砂糖を入れたり、コーラと牛乳を混ぜるなど味覚がおかしいところがあり、レオンやシドに迷惑がられている。また、『COM』編ではソラ達に不思議ちゃん呼ばわりされたり、変顔を見せるシーンもある。

### 『キングダム ハーツ』
トラヴァースタウンで王様の命令でレオンを探していたドナルド達を見つけ、王様から聞いた事やアンセムレポートについて説明した。以後はシド、レオン、ユフィと共にソラ達の冒険のサポート役に回り、やがてホロウバスティオンがソラ達の活躍で奪還されると帰郷を果たす。エンディングではホロウバスティオンに帰ってきたクラウドとも再会した。

### 『キングダム ハーツII』
レオン達と一緒に再建委員会の一人として街の復興に尽力していた。ハートレスとノーバディの襲撃の際にケアル系の魔法でユフィ達のサポートをし、後のMCPの暴走から故郷を救った時に、ソラ達にホロウバスティオンの本来の名前である「レイディアントガーデン」の名前を教えた。エンディングでは、クラウドとセフィロスが戦った丘で彼の帰りを待つかのように一人そこに座り込んでいる。MCPのワクチンプログラムを送る際には落ち着きは崩さないものの、原作を彷彿とさせる有無を言わさぬ態度も見せる。

## 小説
- 『星を巡る乙女』

ファイナルファンタジーVII アルティマニアΩに収録されたオリジナル小説。著者はベニー松山。エアリスの死からメテオ破壊までを、ライフストリーム内のエアリスの視点で描く。

## 登場作品
- ファイナルファンタジー ブリゲイド
- ファイナルファンタジー レコードキーパー
- クライシス コア ファイナルファンタジーVII
- ファイナルファンタジーVII アドベントチルドレン
- シアトリズム ファイナルファンタジー
- ドラゴンクエスト&ファイナルファンタジー in いただきストリートSpecial
- ディシディア ファイナルファンタジー
- ライトニング リターンズ ファイナルファンタジーXIII
- ファイナルファンタジータクティクス
- キングダム ハーツ
- キングダム ハーツII
- キングダム ハーツIII
- ガンスリンガー ストラトス2